# Mick Gallagher
Michael William Gallagher, detto Mick (Newcastle upon Tyne, 29 ottobre 1945), è un tastierista inglese, noto per aver suonato nel gruppo che accompagnava Ian Dury, i Blockheads.
Ha anche suonato in tre album del gruppo punk The Clash, ed è specializzato nel suonare l'organo Hammond.

## Biografia
La sua carriera musicale inizia con i The Unknowns. Successivamente suonerà con gli Animals nel 1965, sostituendo Alan Price. Formerà poi i Chosen Few, gruppo nel quale suonerà con Alan Hull (successivamente componente dei Lindisfarne). Suonerà anche nell'album del 1973 Frampton's Camel di Peter Frampton. Tra il 1967 e il 1968, Mickey militò nel gruppo di rock psichedelico Skip Bifferty.
Oltre al contributo nei Blockheads di Ian Dury, ha suonato anche sugli album London Calling e Sandinista! dei Clash, ed anche in Cut the Crap, l'ultimo album del gruppo, nel quale però la sua presenza non viene accreditata. Ha collaborato con Dana Gillespie, Paul McCartney.
Oltre alle collaborazioni con questi gruppi e musicisti, Gallagher ha anche contribuito nelle colonne sonore dei film Extremes (1971) e After Midnight (1990), e nel musical di Broadway Serious Money (1988). Attualmente suona ancora con i Blockheads, e con The Animals and Friends.